# Bass słoneczny
Bass słoneczny, bass pospolity, słonecznica pstra (Lepomis gibbosus) – gatunek słodkowodnej ryby okoniokształtnej z rodziny bassowatych (Centrarchidae). Poławiana przez wędkarzy. Hodowana w akwariach i w oczkach wodnych.

## Występowanie
Dorzecze Missisipi. Introdukowany w Europie w latach 90. XIX w. W Polsce jest gatunkiem obcym. Spotykany w Odrze i jej dopływach. Został sztucznie zasiedlony w Dolnej Odrze w Gryfinie gdzie odbywa tarło. 

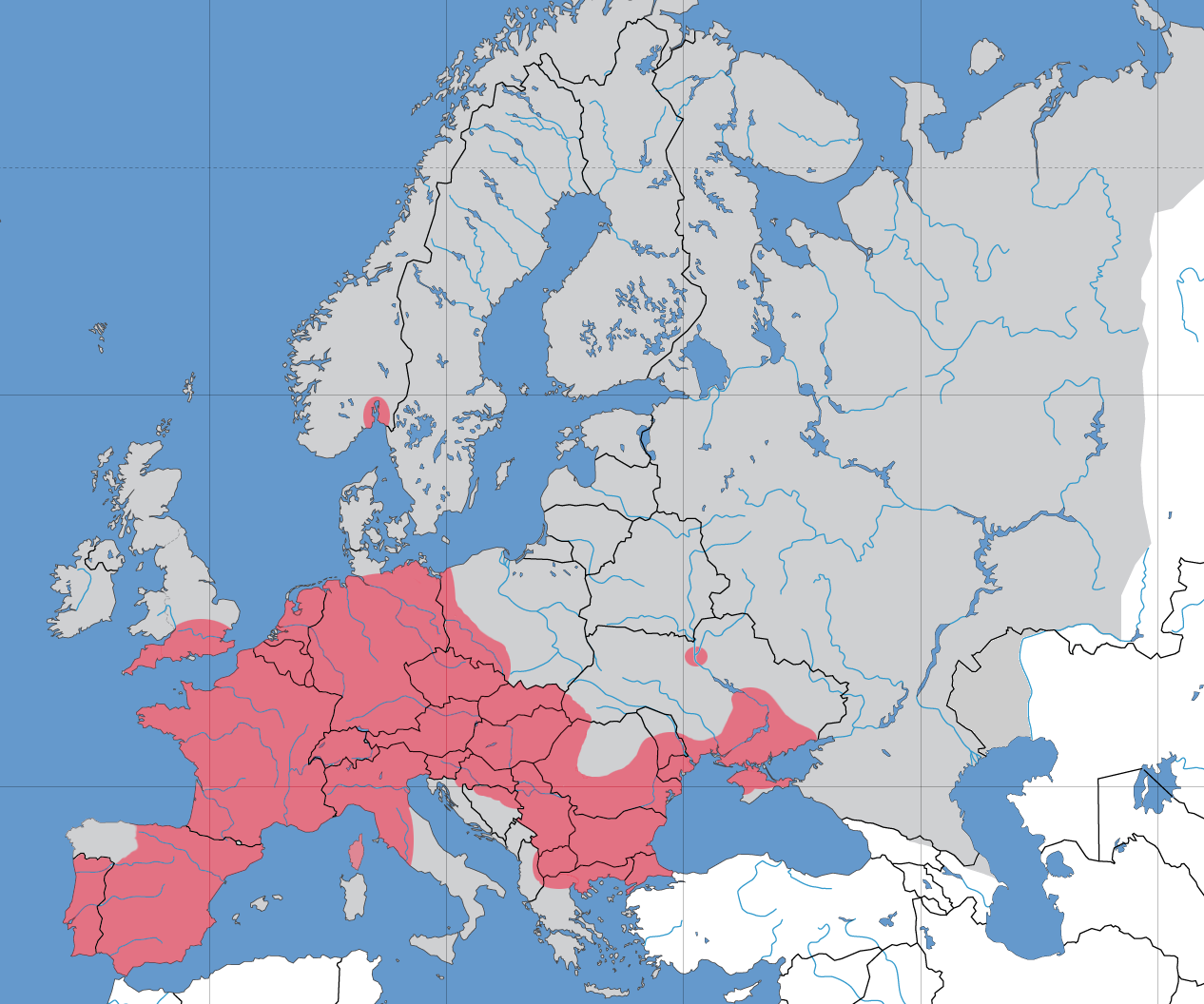
Obszar występowania bassa słonecznego w Europie

Żyje w rzekach, rozlewiskach, kanałach, stawach itp.

## Opis
W ojczyźnie osiąga 30–40 cm długości, w Europie zwykle około 15 cm. Ciało silnie wygrzbiecone, w kształcie dysku, bocznie spłaszczone. Otwór gębowy przedni, mały.
Grzbiet oliwkowozielony, boki niebieskawe, błyszczące, pokryte jaskrawymi, okrągławymi czerwonymi lub pomarańczowymi plamami. Wzdłuż głowy biegną błyszczące, niebieskie i pomarańczowe.

## Odżywianie
Narybek żywi się planktonem, dorosłe zjadają głównie bezkręgowce oraz małe ryby.

## Rozród
Trze się od V do VIII. Samica buduje gniazdo w piasku w płytkiej wodzie, samiec opiekuje się ikrą i narybkiem.

## Hodowla w akwarium
Wymaga nieogrzewanego akwarium. W oczkach wodnych o głębokości minimum 80 cm może przebywać przez cały rok.